# Ranunculus silerifolius
Ranunculus silerifolius H. Lév. – gatunek rośliny z rodziny jaskrowatych (Ranunculaceae Juss.). Występuje naturalnie w północno-wschodniej części Indii, w Bhutanie, Mjanmie, Indonezji, północnym Wietnamie, południowych Chinach, na Tajwanie, w Japonii oraz na Półwyspie Koreańskim. 

## Morfologia
PokrójBylina o lekko owłosionych pędach. Dorasta do 28–95 cm wysokości.
LiścieW zarysie mają pięciokątny kształt, złożone z romboidalnie owalnych lub owalnych segmentów. Mierzą 2,5–5 cm długości oraz 2,5–7 cm szerokości. Nasada liścia ma sercowaty kształt. Ogonek liściowy jest owłosiony i ma 7–30 cm długości.
KwiatySą zebrane po co najmniej 4 w wierzchotkach jednoramiennych. Pojawiają się na szczytach pędów. Mają żółtą barwę. Dorastają do 9 mm średnicy. Mają 5 eliptycznie owalnych działek kielicha, które dorastają do 3–4 mm długości. Mają 5 odwrotnie owalnych płatków o długości 4–10 mm.
OwoceNagie niełupki o odwrotnie owalnym kształcie i długości 2–3 mm. Tworzą owoc zbiorowy – wieloniełupkę o prawie kulistym kształcie i dorastającą do 5–8 mm długości.

## Biologia i ekologia
Rośnie w lasach i na trawiastych zboczach. Występuje na wysokości do 2500 m n.p.m. Kwitnie od kwietnia do października, natomiast owoce pojawiają się od kwietnia do listopada. 